# 大黄栀子
大黄栀子（学名：Gardenia sootepensis）为茜草科栀子属下的一个种。

## 扩展阅读
維基物種上的相關：大黄栀子